# Ribes affine
Ribes affine är en ripsväxtart som beskrevs av Carl Sigismund Kunth. Ribes affine ingår i släktet ripsar, och familjen ripsväxter. Inga underarter finns listade i Catalogue of Life.